# Liegi-Bastogne-Liegi femminile 2019
La Liegi-Bastogne-Liegi femminile 2019, terza edizione della corsa e valevole come nona prova dell'UCI Women's World Tour 2019 categoria 1.WWT, si svolse il 28 aprile 2019 su un percorso di 138,5 km, con partenza da Bastogne e arrivo a Liegi, in Belgio. La vittoria fu appannaggio dell'olandese Annemiek van Vleuten, la quale completò il percorso in 3h42'10", alla media di 37,404 km/h, precedendo le connazionali Floortje Mackaij e Demi Vollering.
Sul traguardo di Liegi 93 cicliste, su 140 partite da Bastogne, portarono a termine la competizione.

## Squadre e corridori partecipanti
| N.      | Cod. | Squadra                         |
| ------- | ---- | ------------------------------- |
| 1-6     | DLT  | Boels-Dolmans Cycling Team      |
| 11-17   | MTS  | Mitchelton-Scott                |
| 21-26   | CCC  | CCC-Liv                         |
| 31-36   | TFS  | Trek-Segafredo                  |
| 41-46   | CSR  | Canyon-SRAM Racing              |
| 51-56   | FDJ  | FDJ Nouv. Aquitaine Futuroscope |
| 62-68   | SUN  | Team Sunweb                     |
| 71-78   | WNT  | WNT-Rotor Pro Cycling Team      |
| 82-86   | TIB  | Team Tibco-SVB                  |
| 91-99   | BTC  | BTC City Ljubljana              |
| 101-106 | TVC  | Team Virtu Cycling              |
| 111-118 | ALE  | ALÉ-Cipollini                   |

| N.      | Cod. | Squadra                         |
| ------- | ---- | ------------------------------- |
| 121-127 | MOV  | Movistar Team Women             |
| 131-136 | BIG  | Bigla                           |
| 142-146 | ASA  | Astana Women's Team             |
| 151-156 | LSL  | Lotto-Soudal Ladies             |
| 161-166 | VAI  | Aromitalia Basso Bikes Vaiano   |
| 171-176 | PKV  | Parkhotel Valkenburg            |
| 181-186 | BPK  | Bepink                          |
| 191-196 | VAL  | Valcar-Travel & Service         |
| 201-206 | HMT  | Health Mate-Cyclelive Team      |
| 211-216 | HBS  | Hagens Berman                   |
| 221-225 | CGS  | Cogeas-Mettler Pro Cycling Team |
| 231-236 | DVE  | Doltcini-Van Eyck-Sport         |

## Ordine d'arrivo (Top 10)
| Pos. | Corridore             | Squadra    | Tempo    |
| ---- | --------------------- | ---------- | -------- |
| 1    | Annem. van Vleuten    | Mitchelton | 3h42'10" |
| 2    | Floortje Mackaij      | Sunweb     | a 1'39"  |
| 3    | Demi Vollering        | Parkhotel  | a 1'43"  |
| 4    | Soraya Paladin        | ALÉ        | s.t.     |
| 5    | Lucinda Brand         | Sunweb     | s.t.     |
| 6    | Katarz. Niewiadoma    | Canyon     | s.t.     |
| 7    | Elizabeth Deignan     | Trek       | s.t.     |
| 8    | Alena Amjaljusik      | Canyon     | s.t.     |
| 9    | Elisa Longo Borghini  | Trek       | s.t.     |
| 10   | Cecilie Uttrup Ludwig | Bigla      | s.t.     |